# Prato Sport Club 1928-1929
Questa voce raccoglie le informazioni riguardanti il Prato Sport Club nelle competizioni ufficiali della stagione 1928-1929.

## Stagione
Dopo due stagioni in Prima Divisione Nord, chiuse in 5ª e 2ª posizione, nella stagione 1928-1928 il Prato viene ammesso a disputare il girone A del campionato di Divisione Nazionale, che è la massima categoria nazionale. Allenato dal confermato tecnico austriaco Karl Stürmer raccoglie 19 punti concludendo il torneo in 15º posizione, alle spalle ha solo il Legnano. Con questo risultato il Prato sul campo viene retrocesso in Prima Divisione, ma in seguito è stato riammesso alla Serie B 1929-1930 a girone unico, perché con questa stagione si conclude l'iter delle riforme dei campionati, che dalla prossima stagione vedrà i due massimi tornei, la Serie A e la Serie B a girone unico.

## Organigramma societario
Area direttiva
- Presidente: Niccolino Niccoli
- Segretario: Lorenzo Ferroni
- Consiglieri: Vittorio Bemporad, Guido Calamai

Area tecnica
- Allenatore: Karl Stürmer

## Rosa
| N. |                   | Ruolo | Calciatore         |
| -- | ----------------- | ----- | ------------------ |
|    | Italia (bandiera) | P     | Renato Bartolozzi  |
|    | Italia (bandiera) | P     | Vincenzo Costa     |
|    | Italia (bandiera) | D     | Enrico Bertini     |
|    | Italia (bandiera) | D     | Vincenzo Coppo     |
|    | Italia (bandiera) | D     | Nello Corti        |
|    | Italia (bandiera) | D     | Alfredo Coverlizza |
|    | Italia (bandiera) | C     | Guido Bosio        |
|    | Italia (bandiera) | C     | Enrico Canali      |
|    | Italia (bandiera) | C     | Ubaldo Miliotti    |
|    | Italia (bandiera) | C     | Renato Nigiotti    |
|    | Italia (bandiera) | C     | Luigi Ossoinach    |

| N. |                   | Ruolo | Calciatore           |
| -- | ----------------- | ----- | -------------------- |
|    | Italia (bandiera) | C     | Otello Zampoli       |
|    | Italia (bandiera) | A     | Giuseppe Bucchia     |
|    | Italia (bandiera) | A     | Nicola Corsetti      |
|    | Italia (bandiera) | A     | Alberto Cuttin       |
|    | Italia (bandiera) | A     | Augusto Ferrais      |
|    | Italia (bandiera) | A     | Mario Gelada         |
|    | Italia (bandiera) | A     | Mario Marini         |
|    | Italia (bandiera) | A     | Giovanni Mazzoni     |
|    | Italia (bandiera) | A     | Corinto Miliotti (I) |
|    | Italia (bandiera) | A     | Selvaggio Morelli    |
|    | Italia (bandiera) | A     | Mario Moretti (II)   |

## Risultati

### Divisione Nazionale - girone A

#### Girone di andata
| Arbitro: | Bonello (Venezia) |

|                                                  |           |                           |
| Alessio 2’ Zanni 47’ (rig.), 75’ Migliavacca 55’ | Marcatori | 35’ Bertini 38’ Ossoinach |

| Arbitro: | Medica (Bologna) |

|  |           |                         |
|  | Marcatori | 11’ Tansini 54’ Pastore |

| Arbitro: | Giorgi (Milano) |

|                              |           |  |
| Chini 47’, 65’, 85’ Volk 48’ | Marcatori |  |

| Arbitro: | Guarnieri (Milano) |

|                   |           |              |
| Ossoinach 1’, 26’ | Marcatori | 6’ Del Ponte |

| Arbitro: | Enrietti (Torino) |

|                           |           |             |
| Bergamini 4’ Vecchina 29’ | Marcatori | 23’ Ferrais |

| Arbitro: | Malagodi (Bologna) |

|                  |           |                          |
| Ferrais 28’, 38’ | Marcatori | 43’ Bonivento 56’ Cassar |

| Arbitro: | Asei Conte (Vercelli) |

|  |           |                               |
|  | Marcatori | 31’, 41’ Bertini 47’ Corsetti |

| Arbitro: | Mangano (Milano) |

|                     |           |  |
| Ferrè 1’ Gerola 49’ | Marcatori |  |

| Arbitro: | Giorgi (Milano) |

|                |           |                             |
| M. Moretti 69’ | Marcatori | 26’ Tognazzi 63’ Martinelli |

| Arbitro: | Garbieri (Genova) |

|                                                                      |           |            |
| Baloncieri 5’, 74’ Vezzani 7’, 49’, 61’ Libonatti 10’, 16’, 37’, 65’ | Marcatori | 43’ Marini |

| Arbitro: | Guarnieri (Milano) |

|                           |           |                   |
| Ostromann 23’ Plemich 76’ | Marcatori | 60’, 78’ Corsetti |

| Arbitro: | Bruna (Venezia) |

|                   |           |                                      |
| Corsetti 22’, 79’ | Marcatori | 46’ (aut.) Bosio 48’, 50’ A. Mazzoni |

| Arbitro: | Caironi (Milano) |

|                        |           |             |
| Silvestri 6’ Maini 17’ | Marcatori | 57’ Bertini |

| Arbitro: | Reichlin (Napoli) |

|                         |           |             |
| Cattaneo 49’ Avalle 85’ | Marcatori | 44’ Moretti |

| Prato 27 gennaio 1929 15ª giornata | Prato              | 0 – 0 | Atalanta | Campo Vittorio Veneto\| Arbitro: \| Turbiani (Ferrara) \| |
| Arbitro:                           | Turbiani (Ferrara) |       |          |                                                           |

#### Girone di ritorno
| Arbitro: | Pessato (Monfalcone) |

|                                |           |  |
| Ossoinach 20’ Moretti 55’, 70’ | Marcatori |  |

| Arbitro: | Ciamberlini (Genova) |

|                                                 |           |  |
| G. Santagostino 58’, 78’ Pastore 62’ D. Gay 79’ | Marcatori |  |

| Prato 17 febbraio 1929 18ª giornata | Prato          | 0 – 0 | Roma | Campo Vittorio Veneto\| Arbitro: \| Osti (Ferrara) \| |
| Arbitro:                            | Osti (Ferrara) |       |      |                                                       |

| Arbitro: | Medica (Bologna) |

|                                     |           |                         |
| L. Poggi 8’ Pescia 13’ G. Rossi 62’ | Marcatori | 13’ Ossoinach 65’ Bosio |

| Arbitro: | D'Alessandro (Vercelli) |

|                |           |                                 |
| G. Mazzoni 56’ | Marcatori | 45’, 89’ Vecchina 50’ Bergamini |

| Arbitro: | Girelli (Verona) |

|                                                   |           |             |
| Reguzzoni 41’ (rig.), 64’, 82’ Bonivento 62’, 67’ | Marcatori | 49’ Bertini |

| Arbitro: | Caironi (Milano) |

|                          |           |  |
| Miliotti 69’ Moretti 86’ | Marcatori |  |

| Arbitro: | Squarza (Reggio Emilia) |

|            |           |  |
| Canali 75’ | Marcatori |  |

| Arbitro: | Gonani (Ravenna) |

|                          |           |             |
| Tognazzi 80’ Ravetta 89’ | Marcatori | 46’ Ferrais |

| Arbitro: | Guarnieri (Milano) |

|  |           |                           |
|  | Marcatori | 20’ Carrera 75’ P. Martin |

| Arbitro: | Squarza (Reggio Emilia) |

|                         |           |                     |
| Ossoinach 5’ Marini 80’ | Marcatori | 88’ (rig.) Righetti |

| Modena 26 maggio 1929 27ª giornata | Modena         | 0 – 0 | Prato | Campo di Viale Fontanelli\| Arbitro: \| Giulini (Lodi) \| |
| Arbitro:                           | Giulini (Lodi) |       |       |                                                           |

| Arbitro: | Asei Conte (Vercelli) |

|                            |           |                             |
| Ossoinach 30’ Corsetti 70’ | Marcatori | 16’, 51’ Maini 17’ Palandri |

| Arbitro: | Sani (Ferrara) |

|                                     |           |            |
| Marini 43’ Corsetti 63’ Morelli 72’ | Marcatori | 7’ Soliano |

| Arbitro: | Osti (Ferrara) |

|                            |           |  |
| Cornolti 10’ Simonetti 60’ | Marcatori |  |

## Statistiche

### Statistiche di squadra
| Competizione        | Punti | Totale | Totale | Totale | Totale | Totale | Totale |
| Competizione        | Punti | G      | V      | N      | P      | Gf     | Gs     |
| ------------------- | ----- | ------ | ------ | ------ | ------ | ------ | ------ |
| Divisione Nazionale | 19    | 30     | 7      | 5      | 18     | 36     | 63     |
| Totale              | 19    | 30     | 7      | 5      | 18     | 36     | 63     |